# Драмско благотворително братство
Драмското благотворително братство „Филипи“ е патриотична и благотворителна обществена организация на македонски българи от региона на Драма, съществувала в българската столица София от началото на XX век.

## История
Дружеството е създадено в 1898 година и до 1914 година бежанците от Сярско и Драмско са обединени в общо братство. Неговият архив се съхранява до 1977 година в Български исторически архив, след което е предаден на Държавна агенция „Архиви“ (Ф. 1527К). Вероятно след това те се разделят на две.
Част от Македоно-одринските опълченци от Единадесета сярска дружина през Балканските войни са дейци на Сярското и Драмското благотворително братство.
Делегати от Драмското братство участват в обединителния конгрес на Македонската федеративна организация и Съюза на македонските емигрантски организации от януари 1923 година. Това са Велик Караджов, Димитър Каравчев и Х. Зумбюлев.
На 23 март 1924 година в ръководството на братството влизат Атанас Букурещлиев (председател), Апостол Д. Кочев (подпредседател), Георги Попангелов (секретар) и членове Тодор Паскалев и Владимир Благоев. В контролната комисия са Александър Семерджиев, Тодор Кръстанов и Иван Дунков с резервни членове Кочо Гавалюгов и Иван Солаков. На общо събрание от 5 април 1925 г одина в ново настоятелство влизат Атанас Букорещлиев (председател), Крум Ст. Прокопов (подпредседател), Георги Попангелов (секретар-касиер), Пия Константинова (член), Владимир Благоев (член), а в контролната комисия влизат Александър Семерджиев и Кочо Кочев.
Изработва си знаме с лика на Борис Сарафов от едната страна и картата на Македония с параход от другата. За годишен празник е определен деня на Свети Дух. През 1938 година в ръководството му влизат Константин Георгиев Гавалюгов (председател), Величко Иванов Караджов (подпредседател), Ташо Михайлов Райков (секретар-касиер), а Атанас Димитров Караянев и Крум Спасов Прокопов са съветници. В контролната комисия влизат Аргир Атанасов Аргиров (председател) и членове Георги Неделчев Попангелов и Тодор Методиев Кременлиев.
През 1941 година председател на Драмското братство е Константин Гавалюгов.